# ورزشگاه فوتبال چنگدو لانگکوانی
ورزشگاه فوتبال چنگدو لانگکوانی، یک ورزشگاه فوتبال در شهر چنگدو چین می‌باشد.

گنجایش این ورزشگاه ۴۲٬۰۰۰ هزار نفراست. این ورزشگاه در سال ۲۰۰۴ ساخته شد. این ورزشگاه میزبان جام ملت‌های آسیا ۲۰۰۴ بود.